# Sóc vằn lưng
Sóc đất Berdmore, sóc vằn lưng tên khoa học Menetes berdmorei, là một loài động vật có vú trong họ Sóc, bộ Gặm nhấm. Loài này được Blyth mô tả năm 1849. Chúng phân bố ở Đông Nam Á, từ đông Myanmar đến Việt Nam.

## Phân loài
Loài này gồm các phân loài sau:
- Menetes berdmorei berdmorei
- Menetes berdmorei consularis
- Menetes berdmorei decoratus
- Menetes berdmorei moerescens
- Menetes berdmorei mouhotei
- Menetes berdmorei peninsularis
- Menetes berdmorei pyrrocephalus